# Tosio Kato
Tosio Kato (加藤 敏夫 (Katō Toshio) (25 août 1917 — 2 octobre 1999) est un mathématicien japonais qui a travaillé sur les équations aux dérivées partielles, en physique mathématique et en analyse fonctionnelle.

## Carrière
Kato a fait des études de physique et a obtenu son diplôme de premier cycle en 1941 à l'université impériale de Tokyo. Après la Seconde Guerre mondiale, il obtient son doctorat en 1951 à l'université de Tokyo, où il devient professeur assistant en 1951 et professeur titulaire en 1958. Pendant cette période, il a été invité à  l'Université de Californie à Berkeley en 1954-55, l'Université de New York en 1955, au National Bureau of Standards en 1955-56, et au California Institute of Technology en 1957-58.
À partir de 1962, il est professeur à l'université de Californie à Berkeley aux États-Unis, jusqu'à sa retraite en 1988. Il a supervisé vingt et un étudiants en doctorat à Berkeley et trois à l'Université de Tokyo.

## Travaux
De nombreux travaux de Kato sont liés à la physique mathématique. En 1951, il a montré que les opérateurs hamiltoniens de potentiels réalistes (singuliers) sont auto-adjoints. Il a travaillé sur des équations d'évolution non linéaires, sur l'équation de Korteweg-de Vries (effet de lissage de Kato en 1983) et des solutions de l'équation de Navier-Stokes,. Kato est également connu pour son livre influent Perturbation theory for linear operators,  publié par Springer-Verlag. Il a donné son nom à :
- Théorème de Kato-Rellich
- Formule de Trotter-Kato
- Conjecture de Kato (en)
- Théorème de Kato (en)
- Inégalité de Kato

Parmi ses nombreux anciens doctorants, il y a notamment Hiroshi Fujita et Erik Balslev.

## Distinctions
En 1980, Kato reçoit le prix Norbert-Wiener pour les mathématiques appliquées decerné par l'American Mathematical Society et la Society for Industrial and Applied Mathematics. En 1970, il donne une conférence plénière au congrès international des mathématiciens de Nice (scattering theory and perturbation of continuous spectra).

## Ouvrages
- Kato, Tosio, Perturbation theory for linear operators : Reprint of the corr. print. of the 2nd ed. 1980, Springer-Verlag, coll. « Classics in Mathematics », 1995, xxi + 619 (zbMATH 0836.47009). — La première édition date de 1966.
- Kato, Tosio, A short introduction to perturbation theory for linear operators, Springer-Verlag, 1982, xiii +  161.

## Articles liés
- Théorème de Weyl-von Neumann (en)